# التهاب البروستات المزمن/متلازمة آلام الحوض المزمنة
التهاب البروستات المزمن واللاجرثومي، يُعرف أيضاً باسم التهاب البروستات المزمن/متلازمة آلام الحوض المزمنة (CP/CPPS) هو ألم مزمنٌ في الحوض، يُشخص المريض عندما لا يحوي بوله عدوى جرثومية. يصيب المرض نحو 2 إلى 6 بالمئة من الرجال.
سبب المرض مجهول ويتم تشخيصه باستبعاد الأسباب المؤدية لحدوث أمراض ومتلازمات أخرى كالتهاب البروستات الجرثومي وضخامة البروستات وفرط نشاط المثانة والسرطان، يُشار أحياناً إلى التهاب البروستات المزمن والتهاب المثانة الخلالي (متلازمة المثانة المؤلمة) سوية بمتلازمة آلام الحوض البولية والمزمنة أو UCPPS.
تتنوع طرق العلاج لتشمل العلاج متعدد الدوارج والعلاج الفيزيائي، وأدوية حاصرات ألفا أو المضادات الحيوية في الحالات التي تُشخص حديثاً. يشير الدليل البدائي إلى فعالية بعض العلاجات التي لا تعتمد على الأدوية.

## العلامات والأعراض
يُشخص التهاب البروستات المزمن بألمٍ حوضي أو عِجاني بدون دليل على وجود التهاب المسالك البولية ، كما يستمر الألم أكثر من 3 أشهر، وتلك هي الأعراض الرئيسية. لكن الأعراض قد تظهر وتختفي، كما تتراوح شدة الألم من الخفيف إلى الموهن. قد يمتد الألم إلى الظهر والمستقيم، فيجعل الجلوس غير مريحٍ. وقد يشعر المريض بالألم في العِجَان والخصيتين ورأس القضيب والعانة ومنطقة المثانة. كما يواجه المريض التعبَ وعسر التبول والآلام المفصلية والعضلية وألماً في البطن، ويشعر بألمٍ حارقٍ في القضيب. أما أعراضٌ كالتبول المتكرر والحاجة الملحة للتبول فربما تشير إلى إصابة المريض بالتهاب المثانة الخلالي (حيث يتركز الالتهاب في المثانة بدلاً من البروستات). من الأعراض المميزة لالتهاب البروستات المزمن هو الألم بعد القذف، وهو ما يميز بين الرجال المصابين بالتهاب البروستات المزمن والمصابين بتضخم البروستات أو الأشخاص السليمين. يشكو بعض المرضى من انخفاض الرغبة الجنسية والعجز الجنسي وضعف الانتصاب.

## الأسباب
لا يزال السبب مجهولاً، لكن هناك عدة نظريات حول الأسباب التي قد تؤدي للإصابة بالتهاب البروستات المزمن.

### اختلال قاع الحوض
تدّعي إحدى النظريات أن التهاب البروستات المزمن هو اضطراب عضلي عصبي نفسي. تقترح النظرية أن القلق والإجهاد يسببان تقلصاً مزمناً ولاشعورياً في عضلات قاع الحوض، مما يقود إلى تشكل نقاطاً تهيجية وألماً. يؤدي الألم الناتج بدوره إلى القلق، وهكذا تسوء حالة المصاب.

### الأعصاب والإجهاد والهرمونات
اقتراحٌ آخر يفيد أن التهاب البروستات المزمن ناجمٌ عن تفاعلٍ بين عوامل نفسية وخللٍ في المناعة والجهازين العصبي والغدد الصم.
تشرح مقابلة من عام 2016 أن الجهاز العصبي المحيطي مسؤولٌ عن بدء الحالة، لكن الجهاز العصبي المركزي (أو CNS) مسؤول عن استمرار الألم، حتى بدون أن تستقبل الأعصاب المحيطية الألم بشكل مستمر.
يُعتقد أن الأسباب وراء المرض، وفقاً لهذه النظرية، هي اضطراب المحور الوطائي النخامي الكظري الناجم عن الإجهاد، واختلال إفرازات هرمونات القشرة الكظرية، والالتهاب العصبي.

### عدوى بكتيرية
وُجد أن نظرية العدوى البكتيرية غير مهمة أو ثانوية في دراسة من عام 2003، حيث وجدت الدراسة أن الأشخاص الأصحاء والمرضى يملكون العدد ذاته من البكتيريا ذاتها في البروستات.

### التداخل مع التهاب المثانة الخلالي/متلازمة المثانة المؤلمة
اقترح بعض الباحثون أن التهاب البروستات المزمن ما هو إلا شكلٌ من أشكال التهاب المثانة الخلالي/متلازمة المثانة المؤلمة (أو BPS/IC بالإنجليزية). بدأ المعهد الوطني لأمراض الكلية والجهاز الهضمي وداء السكري عام 2007 بجمع متلازمة المثانة المؤلمة مع التهاب البروستات المزمن ضمن مصطلح أُطلق عليه اسم متلازمات ألم الحوض البولي والمزمن (UCCPS). أثبتت الأدوية الفعالة في علاج متلازمة المثانة المؤلمة، كالكيرسيتين مثلاً، فعاليتها نوعاً ما في علاج التهاب البروستات المزمن. تركز الأبحاث الأخيرة على النواحي المتعلقة بعلم الجينوم والبروتيوميات في علاج التهاب البروستات المزمن.
قد يواجه المرضى ألماً أثناء امتلاء المثانة، وتلك إحدى الأعراض المميزة لالتهاب المثانة الخلالي.

## تصنيف الأعراض
أوجد طبيبا البولية شوسكس ونيكل نظام تصنيف يُدعى UPOINT، يسمح نظام التصنيف هذا تشخيص أعراض المريض سريرياً وفقاً لـ 6 محتويات رئيسية:
- أعراض بولية
- اختلال نفسي
- أعراض عضوية محددة
- أسبابٌ مُعدية
- اختلالٌ عصبي
- طراوة عضلات قاع الحوض.[20]

يفيد نظام UPOINT في العلاج متعدد الدوارج والمتفرد.

## الاستشفاء
من الصعب معالجة التهاب البروستات المزمن. ومن المستحسن بداية معرفة الحالة المرضية، والسيطرة على الإجهاد وإجراء بعض التغييرات السلوكية.

## العلاج
تُركز بعض أنواع العلاج على التدليك لتمديد وتحرير العضلات المتشنجة في المنطقتين الحوضية أو الشرجية (هناك اسمٌ شائع لهذه المناطق، وتُدعى نقاط التهيج)، كالتدليك الإصبعي داخل المستقيم، وتطبيق العلاج الفيزيائي على المنطقة وعلاج الاسترخاء التقدمي لتخفيف الإجهاد والقلق المسببان للألم. هناك آلة توضع عادة ضمن الشرج صُنعت كي يتم استخدامها أثناء الاسترخاء. تُدعى هذه العملية بـ “نظام ستانفورد” أو “نظام وايز–أندرسون”. وضعت الجمعية البولية الأميركية العلاجَ الفيزيائي اليدوي في المرتبة الثانية ضمن قائمة العلاجات الفعالة، وذلك عام 2014. لا يُنصح بتطبيق تمارين كيجل. قد يشمل الاستشفاء أيضاً برنامجاً من “الاسترخاء التناقضي” لمنع توتر عضلات الحوض بشكل مزمنٍ.

### الدواء
بالإمكان استخدام عدد من الأدوية، ويبدو أن حاصرات ألفا والمضادات الحيوية من أفضل الأدوية وأشدها فعالية. في المقابل، وُجد أن مضادات الالتهاب اللاستيرويدية كالإيبوبروفين أقل نفعاً.
أثار العلاج باستخدام المضادات الحيوية بعض الجدل، حيث لاحظ البعض تحسّن الأعراض، بينما شكك آخرون بجدوى المضادات الحيوية. تملك المضادات الحيوية خصائص مضادة للالتهاب، وهذا هو السبب في كونها فعالة بشكل جزئي في علاج متلازمة آلام الحوض المزمنة. تملك مضادات حيوية كالكوينولون والتيتراسايكلن والماكروليد خصائص مضادة للالتهاب حتى في غياب الالتهاب، أي تحصر السيتوكينات (المسؤولة عن نقل الإشارات الكيميائية) كالإنترلوكين 1 (IL-1) والإنترلوكين 8 وعامل نخر الورم ألفا (TNF)، وتلك الأخيرة هي السيتوكينات ذاتها الموجودة بشكل مرتفع في مني وإفراز البروستات السريع عند الرجال الذين يعانون من التهاب البروستات المزمن. لا ينصح نظام التشخيص UPOINT باستخدام المضادات الحيوية إلّا إذا ظهر دليلٌ واضح على وجود التهاب.
فعالية حاصرات ألفا (تامسولوسين وألفوزوسين) مشكوكٌ فيها عند استخدامها من طرف الرجال الذين يعانون من التهاب البروستات المزمن. وُجد خلال استعراض للتحاليل عام 2006 أن حاصرات ألفا مفيدة إلى حدّ ما عندما لا تقل مدة العلاج عن 3 أشهر.
يحسن الميبارترايسين، وهو هرمون مانع لإعادة امتصاص الإستروجين، عملية الإفراغ، ويخفف الآلام البولية ويحسّن نوعية الحياة عند المرضى المصابين بالتهاب البروستات المزمن واللاجرثومي .
هناك أدوية أخرى لم تثبت فعاليتها في التجارب المخبرية، لكن هناك أدلة وشهاداتٌ تثبت صحتها، وهذه الأدوية هي الغابابنتين والبنزوديازيبين والأميتربتيلين.

### العملية الجراحية
أثبتت التجارب أن استئصال البروستات بإبرة عبر الإحليل عملية غير مناسبة أو فعالة ولا جدوى منها.